# Салимов, Майрбек
Майрбе́к Сали́мов (род. 1 июля 2022) — польский борец греко-римского стиля, призёр чемпионатов Европы и мира среди юниоров и молодёжи, призёр международных турниров, серебряный призёр чемпионата Польши 2020 года, бронзовый призёр чемпионата Европы 2025 года. Выступает в весовой категории до 63 кг.
Чеченец. Брат другого польского борца Арсланбека Салимова.

## Спортивные результаты
- Чемпионат Польши по борьбе 2020 — ;
- Кубок Владислава Пытласинского 2020 — ;
- Кубок Хапаранда 2022 — ;
- Гран-при Франции 2023 — ;
- Первенство Европы среди молодёжи 2023 — ;
- Кубок Друскининкай 2023 — ;
- Кубок Владислава Пытласинского 2023 — ;
- Гран-при Германии 2023 — ;
- Первенство Европы среди молодёжи 2024 — ;
- Кубок Владислава Пытласинского 2024 — ;
- Первенство мира среди молодёжи 2024 — ;